# Shiroi
Shiroi è una città giapponese della prefettura di Chiba.